# Сьерра-Леоне на летних Олимпийских играх 2004
Сьерра-Леоне принимала участие в Летних Олимпийских играх 2004 года в Афинах (Греция) в восьмой раз за свою историю, но не завоевала ни одной медали. Сборную страны представляла 1 женщина.